# P.P. Waldenström

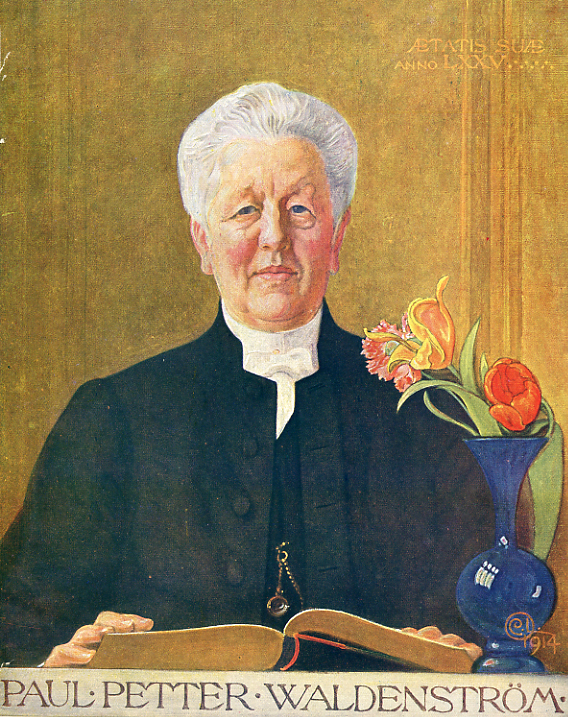
P. P. Waldenström porträtterad 1914 av Carl Larsson.

Paul Petter Waldenström, känd som P.P. Waldenström, född 20 juli 1838 i Luleå församling i Norrbottens län, död 14 juli 1917 i Missionsskolan i Lidingö församling i Stockholms län, var lektor i Umeå och Gävle, en tid präst i Svenska kyrkan, ledare för Svenska Missionsförbundet samt riksdagsman och författare.

## Biografi

### Bakgrund
Paul Petter Waldenström var son till provinsialläkaren Erik Magnus Waldenström och Margareta Magdalena Govenius. Bland syskonen märks Johan Anton, Alfred och Hugo Waldenström.
År 1855 kom Waldenström till Uppsala, och blev två år senare student vid Uppsala universitet. Studierna blev framgångsrika och 1863 promoverades han till filosofie doktor. P.P. Waldenström prästvigdes 1864 och blev då läroverksadjunkt i Växjö, 1864 lektor vid Umeå läroverk och tio år senare vid Gävle läroverk.

### Religion, prästämbete
År 1857 genomgick han en religiös kris och anslöt sig till den nyevangeliska riktningen. Vid Carl Olof Rosenius död 1868 blev han redaktör för Pietisten och kom genom att skriva där att utöva stort inflytande. Han utvecklade där 1872 den subjektiva försoningsläran och kom då i konflikt med kyrkans objektiva försoningslära. 1876 avskedades han som Evangeliska Fosterlands-Stiftelsens provinsombud efter att ha firat ett enskilt nattvardsfirande i Uppsala. Detta ledde till att han 1882 tog avsked från prästämbetet. Tillsammans med E.J. Ekman grundade han 1878 Svenska Missionsförbundet (SMF), som 2003 ändrade namn till Svenska Missionskyrkan och 2011 uppgick i Equmeniakyrkan. Ända från början stod Waldenström som en av dess främsta ledare, trots att han inte var närvarande vid det möte då förbundet bildades. 1904 pensionerades han från sin lektorstjänst i Gävle, och blev, först som ordförande och sedan som missionsföreståndare, Svenska Missionsförbundets egentlige ledare. Han var också en tid föreståndare för dess pastorsseminarium på Lidingö, där han avled.

### Politisk karriär
Åren 1884–1905 tillhörde Waldenström andra kammaren, invald i Gävle stads valkrets, och var medlem av konstitutionsutskottet, lagutskottet samt ett flertal kommittéer. Han var även lekmannaombud vid kyrkomötena 1868 och 1905.
Waldenström gav ut ett stort antal mycket spridda och flitigt lästa uppbyggelseböcker. Hans författarverksamhet började i veckotidskriften Stadsmissionären 1862. Detta år publicerade han där ett tjugotal andliga sånger och utgav sin allegoriska skrift Brukspatron Adamsson.

Waldenström med fru Mathilda i Kina 1907.

### Resor
Waldenström genomförde flera resor, några tillsammans med hustrun Mathilda. Bland annat reste han till USA flera gånger; 1889, 1901, 1904, 1905, 1910. Vid resan 1904 besökte han även Kanada. År 1894 gjorde han en resa till Medelhavsområdet och besökte Turkiet, Grekland, Syrien, Palestina och Egypten. När han reste till Kina 1907 besökte han flera av de svenska missionsstationerna. Flera av dessa resor redogjorde han för i sina publikationer (se bibliografi).

### Död
P.P. Waldenström avled klockan 21.30 den 14 juli 1917 i sitt hem i Missionsskolan i Lidingö. Han jordfästes under stora högtidligheter den 20 juli 1917 av sin forna kollega rektor Gustav Mosesson, som förrättade den första "lekmannajordfästningen", vilket dock direkt efter åtföljdes av en traditionell jordfästning.

### Familj
P.P. Waldenström gifte sig 23 januari 1864 med Matilda Fredrika Teodora Hallgren (född 1848 i Låssa, Uppsala län). De hade 1890 sex barn. Waldenström var far till kammarrättsrådet Esaias Waldenström, till advokaten Johannes Waldenström och till advokaten och direktören Martin Waldenström samt farfar till direktören Erland Waldenström och farfars far till tv-mannen Hans Waldenström.

## Psalmer
- Fröjda dig och sjung, mitt hjärta[18], diktad 1862, nr 419 Missionsförbundets Sånger och psalmer 1951 efter en bearbetning 1950
- Se Guds rena lamm[19], diktad 1862, nr 149 Missionsförbundets Sånger och psalmer 1951
- O vad sällhet det är[20], diktad 1866, nr 423 Missionsförbundets Sånger och psalmer 1951